# Ingvar Ambjørnsen
Ingvar Even Ambjørnsen-Haefs (født 20. maj 1956 i Larvik, død 19. juli 2025) var en norsk forfatter. Han huskes blandt andet for romanen Hvide niggere, samt bøgerne om Pelle og Proffen, og Elling. Flere af hans bøger er filmatiseret, og mange er oversat til dansk.
Ambjørnsen boede i Hamburg i store dele af sit voksne liv. Han flyttede tilbage til Norge i 2025 og var da stærkt svækket af sygdom. Hans sidste bog ventes at udkomme 31. juli 2025.

## Baggrund
Ambjørnsen droppede ud af gymnasiet efter én måned og fuldførte i stedet en etårig uddannelse til typograf på en teknisk skole i Larvik.
Ambjørnsen flyttede til Hamburg i 1984 og boede der, til han flyttede tilbage til Norge i begyndelsen af 2025. I 2009 fik han påvist lungesygdommen KOL.
Han var gift med den tyske oversætter Gabriele Haefs, som har givet hans og andre norske forfatteres bøger tysk sprogdragt og for denne indsats modtog Willy Brandt-prisen (no).
Ambjørnsen var fætter til dramatiker og forfatter Bernt Kristian Børresen (no).

## Forfatterskab
Ingvar Ambjørnsen debuterede i 1976 med digtsamlingen Pepsikyss. Romanen Den siste revejakta (1983) omhandlede narkotikamiljøet i Oslo; den blev filmatiseret i 2008. I 1986 kom romanen Hvite niggere, der følger Erling Haefs opvækst. Blandt Ambjørnsens mest kendte bøger er ungdomsserien om Pelle og Proffen, der har dannet grundlag for flere film, og romanerne om Elling, som også er filmatiseret. Den første film om Elling blev Oscar-nomineret.
Som børnebogsforfatter har Ambjørnsen udgivet flere bøger om hunden og katten Samson og Roberto.
En række af bøgerne er oversat til flere sprog, heriblandt dansk.
Ambjørnsen er den eneste norske forfatter, der har modtaget både Språklig samlings litteraturpris og Riksmålsforbundets litteraturpris. Han var desuden boganmelder og ugentlig klummeskribent i VG fra 1991 til 2014, da han gik over til Dagbladet, men returnerede til VG i 2019.
Ambjørnsen var tekstforfatter ved Festspillene i Bergen (no) i 2006.
I begyndelsen af 2025 fortalte han i et interview, at han fortsat fik nye idéer til både romaner, noveller og digte, men at han ikke længere fysisk kunne skrive. I stedet arbejdede han med fortællingerne i sit eget hoved.